# Высвобождение (фармакология)
Высвобождение — это первый этап процесса, в ходе которого лекарственное средство попадает в организм и высвобождает активный ингредиент. Лекарственное вещество должно быть отделено от носителя или наполнителя, с которым оно было смешано при производстве. Некоторые авторы подразделяют процесс высвобождения на три этапа: дезинтеграция, дезагрегация и растворение. В связи с тем, что клеточные мембраны относительно непроницаемы для ионизированных молекул, степень ионизации является ограничивающим фактором дальнейшей адсорбции лекарственных веществ.
Характеристики вспомогательного вещества играют фундаментальную роль в создании подходящей среды для правильной абсорбции лекарства: одна и та же доза лекарства в разных формах может иметь различную биоэквивалентность, поскольку они создают разные плазменные концентрации и, следовательно, имеют разные терапевтические эффекты. Лекарственные формы с модифицированным высвобождением (например, с отсроченным или пролонгированным высвобождением) позволяют с пользой применить это различие.

## Растворение
Перорально принятая таблетка, как правило, проходит через пищевод в желудок. Поскольку желудок содержит водную среду, это первое место, где таблетка может раствориться. Скорость растворения является ключевым параметром контроля продолжительности действия препарата. По этой причине разные формы одного и того же лекарства, имея одни и те же активные ингредиенты, обладают разной скоростью растворения. Если лекарство вводят в форме, которая не растворяется быстро, абсорбция лекарства будет происходить постепенно, и его действие будет более продолжительным. Вследствие этого, если лекарство не потребуется принимать часто, пациенты будут точнее соблюдать предписанный курс лечения. Кроме того, системы доставки с замедленным высвобождением будут поддерживать концентрацию лекарственного средства в терапевтически приемлемом диапазоне дольше, чем системы доставки с быстрым высвобождением, поскольку вторые приводят к более выраженным пикам концентрации вещества в плазме.

Скорость растворения описывается уравнением Нойеса — Уитни:
где
- {\displaystyle {\frac {dW}{dt}}} — скорость растворения;
- А — площадь поверхности твердого тела;
- C — концентрация твердого вещества в массе среды растворения;
- {\displaystyle C_{s}} — концентрация твердого вещества в диффузионном слое, окружающем твердое тело;
- D — коэффициент диффузии;
- L — толщина диффузионного слоя.

Вещество, исходно находящееся в состоянии раствора, не проходит стадию растворения перед абсорбцией.

## Ионизация
Ионизированные молекулы проще проникают через клеточные мембраны, чем неионизированные липофильные вещества. понимание этого особенно важно для слабоамфотерных веществ. Степень ионизации кислот и слабых оснований меняется в зависимости от рКа вещества  при взаимодействии с кислой средой желудка с низким рН и при последующем ощелачивании в кишечнике. pKa — это значение pH, при котором вещество находится в равновесии между ионизированным и неионизированным состоянием. Для расчета pKa используется уравнение Гендерсона — Хассельбаха.